# 卡琪·柯切林
卡琪·柯切林（法語：Kalki Koechlin，1984年1月10日—）是印度法裔女演員。柯切林的父母均是居住在印度的法國人，她在印度長大，並會說流利的印地語。她最知名的作品是電影《那些年我們瘋狂的青春》，並獲得多項最佳女配角提名。

## 外部連結
- 卡琪·柯切林在互联网电影资料库（IMDb）上的資料（英文）
- 卡琪·柯切林在豆瓣上的资料（简体中文）
- 卡琪·柯切林在1905电影网上的简介（简体中文）